# Coadout
Coadout är en kommun i departementet Côtes-d'Armor i regionen Bretagne i nordvästra Frankrike. Kommunen ligger i kantonen Guingamp som tillhör arrondissementet Guingamp. År 2022 hade Coadout 538 invånare.

## Befolkningsutveckling
Antalet invånare i kommunen Coadout
Referens:INSEE